# 인천일신초등학교
인천일신초등학교(仁川日新初等學校)는 대한민국 인천광역시 부평구 일신동에 위치한 초등학교이다.

## 연혁
| 1985.09.01. | 12학급(1∼3학년) 편성 개교                                                                                            |
| 1989.02.16. | 일신초 제 1회 졸업식                                                                                                 |
| 2002.10.15. | 인천광역시교육청 과학 실험 실기대회 우수상 수상                                                                      |
| 2003.02.28. | 교실 증축 공사 준공(12교실)                                                                                          |
| 2004.11.08. | 새롬누리 전자도서관 개관                                                                                             |
| 2005.08.27. | 제 1과학실 현대화 개보수                                                                                             |
| 2006.03.01. | 인천광역시교육청지정 수업방법개선연구 시범학교 운영                                                                  |
| 2006.12.27. | 제 4회 인천 독서교육대상(교육감)수상                                                                                 |
| 2007.08.24. | 영어체험 교실 1실 구축                                                                                               |
| 2007.10.22. | 제 25회 학생 과학실험대회 우수교 표창                                                                                |
| 2008.03.01. | 인천광역시교육청 지정 수업개선중심학교 및 사회과수업방법개선 후속시범학교 운영                                       |
| 2008.07.07. | 다목적 강당교실 개보수                                                                                               |
| 2008.09.10. | 제 2과학실 현대화 사업 완료 급식실 현대화 사업 완료                                                                  |
| 2009.01.31. | 영어체험교실(일신영어마을)구축                                                                                       |
| 2009.02.28. | 방과후 보육교실 설치                                                                                                 |
| 2009.03.12. | 2008학년도 하반기 학교교육활동 우수 표창                                                                             |
| 2009.10.24. | 학교 대수선 공사(본관 리모델링 공사)완료                                                                             |
| 2010.03.01. | 인천광역시교육청 지정 수업개선시범학교 운영                                                                          |
| 2010.03.01. | 119어린이 소방단 운영 시범학교 운영(2010.3.1.∼2010.12.31.)                                                           |
| 2011.03.01. | 창의 인성 수업모델개발학교 운영(2011.3.1.∼2011.8.31.)                                                                |
| 2011.03.01. | 학부모 참여 지원 사업 선정 운영(2011.3.1.∼2013.2.28.)                                                                |
| 2012.03.01. | 인천광역시 환경체험 프로그램 운영교 선정(2012.3.1.∼2012.13.31.)                                                      |
| 2012.11.01. | 북부교육지원청 스포츠클럽대회 최우수학교 선정                                                                        |
| 2013.05.10. | 일신,강화 해명초 Mou체결                                                                                             |
| 2013.12.01. | 스마트 교실 구축 |
| 2014.03.01. | 인천북부교육지원청 육상지정학교 선정(2014.03.01.~현재)                                                               |
| 2014.04.22. | 2014 북부 초등 두드림 학교 선정 및 운영                                                                              |
| 2014.05.21. | 2014진로교육체험사업(진로체험,캠프,코칭 프로그램)선정 및 운영                                                        |
| 2014.05.23. | 교육복지우선 교육취약학생 지원사업 공모 선정 및 운영                                                                 |
| 2014.09.22. | 학업중단숙려제 프로그램(Wee클래스)운영                                                                               |
| 2015.01.29. | 2014 수학여행 우수사례 공모 전국 최우수 기관 표창                                                                    |
| 2015.03.01. | 2015 안전교육 연구학교 지정 및 운영(2015.3.1.~2015.12.31.)                                                           |
| 2015.10.28. | 제1회 인천광역시교육감기 초등학교 육상대회 종합 준우승                                                               |
| 2016.04.01. | 7560+ 자율체육 중심학교 운영(2016.4.1.~2017.2.28.)                                                                   |
| 2016.07.28. | 인천광역시 교육청 방과후학교 위탁강사 지원사업 운영(2016.07.28.~2018.02.28.)                                         |
| 2016.10.26. | 제 2회 인천광역시교육감기 초등학교 육상대회 종합 우승                                                                |
| 2017.03.02. | 2017 진로교육 시범학교 운영                                                                                          |
| 2017.10.15. | 제 3회 인천광역시교육감기 초등학교 육상대회 종합 우승(2연승)                                                         |
| 2017.12.30. | 진로 체험실 구축, 방과후 돌봄교실, 음악실, 어학실 환경개선사업, 제1과학실, 방송실 현대화 구축                        |
| 2018.03.01. | 인천시교육청 자율학교 선정 운영(2018.3.1.~2023.2.28.)                                                                |
| 2018.03.01. | 돌봄교실 증설 및 운영(해오름반, 달오름반)                                                                            |
| 2018.03.01. | 여학생 체육활성화 시범학교 운영                                                                                      |
| 2018.05.27. | 제47회 전국소년체육대회 참가(2018.5.26.~2018.5.27.)금메달1 (80m 대회신기록)                                          |
| 2018.08.26. | 신관 전층 화장실 리모델링 공사 완료                                                                                  |
| 2018.09.30. | 제4회 인천광역시교육감기 초등학교 육상대회 종합 우승(3연승)                                                          |
| 2019.02.01. | 제31회 졸업식(71명 총 5,683명)                                                                                       |
| 2019.06.13. | 방과후학교 연계형 돌봄교실 시설개선 공사 완료                                                                        |
| 2019.09.01. | 제13대 박찬구 교장선생님 취임                                                                                        |
| 2019.09.15. | 학교 석면 해체ㆍ제거 및 냉난방기 교체 공사 완료                                                                      |
| 2019.10.29. | 제5회 인천광역시교육감기 초등학교 육상대회 종합 우승(4연승)                                                          |
| 2020.01.31. | 제32회 졸업식(70명 총 5,753명)                                                                                       |
| 2020.02.28. | 본관 5층 강당 벽체 및 커텐 보수공사 완료                                                                             |
| 2020.03.01. | 2020 행복나눔학교ㆍ마을연계 교육과정 놀자 학교 선정 운영 (2020.3.1.~2021.2.28.)                                      |
| 2020.03.01. | 인천광역시교육청 지정 교육실습 협력학교 운영(2020.6.1.~2020.6.26.)                                                   |
| 2020.04.30. | 본관 3층 방송실 현대화 개선공사 완료                                                                                 |
| 2020.05.13. | 학교노후시설 개선사업(컴퓨터 교체, 방송실 정비)                                                                      |
| 2020.05.20. | 운동장 축구골대 교체                                                                                                 |
| 2020.07.02. | 본관동 옥상 시설개선공사 완료                                                                                        |
| 2020.07.04. | 교내 보차도 분리공사 완료                                                                                            |
| 2020.11.16. | 코로나19 대응 자동 손소독기 설치                                                                                     |
| 2020.12.03. | 운동장 배수로덮개 공사(2,200만원) 완료                                                                               |
| 2021.01.15. | 제33회 졸업식(55명 총 5,808명)                                                                                       |
| 2021.03.01. | 행복배움학교 (2021.3.1.~2023.2.28.)                                                                                  |
| 2021.03.01. | 교육혁신지구 마을연계교육과정 운영학교 (2021.3.1.~2022.2.28.)                                                        |
| 2021.03.01. | 인천광역시교육청 교육실습협력학교 운영 (2021.3.1.~2021.11.30.)                                                       |
| 2021.03.01. | 부평구 교육경비보조금 지원사업(교육환경 개선) 13,440,000                                                             |
| 2021.04.15. | 부평구 교육경비보조금 지원사업(교실 블라인드 교체) 4,831,950                                                         |
| 2021.04.23. | 부평구 교육경비보조금 지원사업(교실 칠판 및 화이트보드 교체) 13,400,000                                              |
| 2021.06.22. | 학교시설 개선사업(미세먼지 흡입매트 설치) 39,709,560                                                                 |
| 2021.07.02. | 일반교실 학생용 의자교체                                                                                             |
| 2021.11.14. | 제50회 전국소년체육대회 여초부 포환던지기 동메달                                                                     |
| 2022.01.06. | 제34회 졸업식(58명 총 5,866명)                                                                                       |
| 2022.03.01. | 행복배움학교 2년차(2021.3.1.~2025.2.28.)                                                                             |
| 2022.03.01. | 교육혁신지구 마을연계교육과정 운영학교 (2022.3.1.~2023.2.28.)                                                        |
| 2022.03.01. | 인천광역시교육청 교육실습협력학교 운영 (2022.3.2.~2022.11.30.)                                                       |
| 2022.05.29. | 제51회 전국소년체육대회 남초부 포환던지기 은메달                                                                     |
| 2022.08.26. | 부평구청 교육경비 보조금 지원사업 완료 (도서살균기 구입, 강당의자 구입 및 강당의자 보관함 구입, 방송 조명 장치 구입) |
| 2022.08.31. | 신관1층 1학년 교실공간 개선사업 및 본관3층 지능형 과학실 환경개선사업 완료                                           |
| 2022.09.22. | 내진보강공사 완료 |

## 참조 자료
- 인천일신초등학교 - 한국교육학술정보원 학교알리미